# ایرینا خروماچوا
 ایرینا خروماچوا (روسی: Ирина Павловна Хромачева؛ زادهٔ ۱۲ مهٔ ۱۹۹۵) یک تنیس‌باز اهل روسیه است.